# 蜘蛛之絲
《蜘蛛之絲》（日语：／ Kumo no ito），是日本小說家芥川龍之介的短篇小說，1918年（大正七年）在雑誌《赤色鳥》（赤い鳥）上發表，是一篇佛經說理故事，知名度極高。

## 大要
印度有一個無惡不作的強盜犍陀多，死後於阿鼻地獄裏飽受折磨，不斷呼號。釋迦佛在極樂世界中看到此景，想起了這個大盜生前，也曾不忍踩死一隻小蜘蛛，也算是善業。剛好寶蓮池中有一隻蜘蛛，於是佛祖就輕取一根蜘蛛絲垂下地獄，來救他脫離苦海，但是犍陀多攀爬的時候，因一念之私，把跟他一起爬上來的罪人趕下去，最後蜘蛛絲因為犍陀多的惡念而斷裂，犍陀多又墜入原來的地獄去。

## 意含
這篇小說有許多佛教觀念的傳達，說明些微的善念也能作為功德，蜘蛛之絲雖然纖細，卻是連結精神層次最高的極樂世界與最底層的阿鼻地獄的橋樑，犍陀多的一念之仁解救蜘蛛，再由蜘蛛絲來解救犍陀多，是一種希望與救贖的表現。而犍陀多趕走其他罪人的一念之惡，也讓他墮落於地獄中永劫不復。

## 影響
在日本多次選入中學教科書。在臺灣，其翻譯本也被各出版社選入高級中學或高級職校的教科書，如三民書局、東大書局、翰林出版社、龍騰文化、康熹文化等。
電影《靈界風雲》中採用了這個故事作為惡人的結局。
2009年日本動畫青色文學系列中將這篇小說改編成動畫，篇幅一集（系列第十一集），由Madhouse製作。
2013年sasakure.UK改編成vocaloid曲目《蜘蛛糸モノポリー 》

## 外部連結
- （日語） 図書カード：蜘蛛の糸 （页面存档备份，存于），青空文庫。
- 『蜘蛛之絲』 :  中文翻譯 （页面存档备份，存于）